# به‌زودی
به‌زودی (به انگلیسی: Anon) فیلمی در ژانر علمی–تخیلی محصول بریتانیا به کارگردانی اندرو نیکول است که در سال ۲۰۱۸ منتشر شد. از بازیگران آن می‌توان به کلایو اوون و آماندا سایفرد اشاره کرد.